# Páganos
Páganos es un concejo del municipio de Laguardia, en la provincia de Álava, España.

## Historia
Hacia mediados del siglo XIX, el lugar, por entonces con ayuntamiento propio, tenía contabilizada una población de 188 habitantes. Aparece descrito en el duodécimo volumen del Diccionario geográfico-estadístico-histórico de España y sus posesiones de Ultramar de Pascual Madoz con las siguientes palabras:

PAGANOS: l. con ayunt. en la prov. de Alava (á Vitoria 7 leg.), part. jud. de Laguardia (1/4), aud. terr. de Búrgos (19), c. g. de las Provincias Vascongadas, dióc. de Calahorra (11): sit. en un pais quebrado, á la falda meridional de la cord. que divide la Rioja Alavesa del resto de la prov.; clima templado, reina el viento n. y se padecen tercianas. Tiene 66 casas, inclusa la que sirve de consistorial; cárcel y escuela de primera educacion para ambos sexos; concurren á esta 12 ó 14 alumnos y está dotada con 600 rs.; igl. parr. dedicada á la Asuncion, servida por 3 beneficiados de los que componen el cabildo ecl. de Laguardia, de que es aneja; 2 ermitas (San Pablo y San Clemente), y para surtido de los hab. una fuente de aguas comunes en las afueras de la pobl. El térm. confina N. la espresada cord.; E. Laguardia; S. Elciego, y O. Leza y Navaridas; comprendiendo en su jurisd. el monte titulado de Recilla, que forma parte de la sierra que se encuentra al N., bastante poblado. El terreno es de buena calidad. caminos: los que conducen á la cap. de la prov. y á la del juzgado, en buen estado; el correo se recibe de Logroño por balijero los lunes, jueves y sábados. prod.: trigo, cebada, vino y legumbres; cria de ganado vacuno, mular y lanar; caza de perdices, liebres y conejos. pobl.: 49 vec., 188 alm. riqueza y contr.: (V. Alava intendencia).
(Madoz, 1849, p. 513)

En la actualidad, pertenece al municipio de Laguardia. En 2023 tenía empadronados 83 habitantes.

## Demografía
| Gráfica de evolución demográfica de Páganos entre 1842 y 1920 |
| |
| Población de derecho según los censos de población del INE Población de hecho según los censos de población del INEEntre el censo de 1930 y el anterior, este municipio desaparece porque se integra en el municipio 01031 (Laguardia) |

## Patrimonio
Hay en el concejo una iglesia de la Asunción. Hubo, asimismo, una ermita de San Clemente, ya desaparecida.